# Mnémoszüné
Mnémoszüné (görögül Mνημοσύνη), görög mitológiai alak, titanisz, Uranosz és Gaia leánya, az emlékezés istennője, a múzsák anyja.
Mnémoszüné és Zeusz kilenc szerelmes éjszakát töltött együtt, melynek gyümölcseként az istennő „kilenc egyforma természetű lányt szült, akik csak az éneklésre gondoltak, semmi egyébre”. E lányok a múzsák, a művészetek megszemélyesítői. 
I. e. 4. századi daktilikus hexameterben íródott görög sírfeliratok alapján Mnémoszüné volt a neve Hadész egyik folyójának is, amely a Léthé párja volt az alvilágban. A holt lelkek azért ittak a Léthé vizéből, hogy amikor reinkarnálódnak, ne emlékezzenek korábbi életükre. Csak a beavatottak kiváltsága volt, hogy haláluk után a Léthé helyett a Mnémoszüné vizéből ihattak. Ez a forrás az emlékezet vizét csobogja. Az emlékezés pedig minden kultúrában a tudás legtisztább forrása. E sírfeliratok valószínűleg kapcsolatban álltak a korabeli misztériumvallással, vagy az orphikus mítoszokkal.
Ugyanezt a történetet találjuk, a boiótiai Trophóniosz jóshely szertartásaiban, ahol a két forrás, a Léthe és a Mnémoszüné együtt jelenik meg: „az istenfélőnek e két kútból kell innia, a Léthé vizéből, hogy elfeledje az emberi életet, a Mnémoszünéből, hogy majd visszaemlékezhessék arra, amit a másvilágon látott. A halálba való beavatás tapasztalatának a végén az istenfélő hasonló lesz az ihletett tudóshoz, a költőhöz és a prófétához.”
Egy hasonló megjelenítéssel találkozunk Platón Állam című művének végén, „Er mítoszában”.
Hésziodosz Istenek születése (Theogonia) című művében is találkozhatunk Mnémoszüné alakjával, aki magában hordozza a feledés adományát is. Királyok és költők fohászkodtak hozzá, s ajánlották erejüket, hogy részesülhessenek az istennő határozott, parancsoló, tudós jellemvonásaiból.

## Lásd még
- Mnemonik
- Mnémé

## Külső hivatkozások
- Nicola Cusumano: Mnémoszüné–Lészmoszüné. Emlékezet és feledés, mítosz és történelem
- Mnemosyne